# Mesna
Mesna (natrium 2-sulfanylethaansulfonaat) is een zwavelhoudende organische verbinding die gebruikt wordt als ondersteunend middel (adjuvans) bij chemotherapie. De naam is een acroniem afgeleid van 2-mercapto-ethaan-sulfonaat natrium. Het middel staat op de lijst van onontbeerlijke geneesmiddelen van de Wereldgezondheidsorganisatie.
De stof is opgenomen in de lijst van essentiële geneesmiddelen van de WHO.

## Adjuvans bij chemotherapie
Mesna ondersteunt de werking (adjuvant) van cyclofosfamide of ifosfamide. Het is een tegengif voor de giftige metaboliet oxazafosforine van deze stoffen, die hemorragische cystitis kan veroorzaken, dit is een vergiftiging van de blaas en de lagere urinewegen die kan resulteren in hevige bloeding.
Mesna is beschikbaar in de vorm van tabletten voor orale toediening en als een oplossing voor injectie. Men krijgt gewoonlijk een intraveneuze injectie met mesna tijdens de chemotherapie en in de uren nadien tabletten voor verdere behandeling.

## Expectorans
Mesna wordt ook gebruikt om ophoesten van slijm te vergemakkelijken (expectorans), meer bepaald als mucolyticum (longslijm-oplossend middel). De ATC-code hiervoor is R05CB05.  Voor deze toepassing wordt het verkocht als inhalatievloeistof die verneveld wordt in de luchtwegen. De merknaam is in dit geval Mistabron.